# Nurkhon Kurbanova
Nurkhon Kurbanova (née le 12 août 1994 à Namangan) est une athlète handisport ouzbèke participant pour l'Ouzbékistan aux épreuves handisports du lancer du poids, lancer du disque et du lancer du javelot en catégorie F54. Elle championne paralympique à Paris et championne du monde à Kobe en 2024 au javelot.

## Carrière
Aux Jeux paralympiques d'été de 2020 de Tokyo, elle prend la médaille d'argent au javelot la médaille de bronze au lancer du poids dans sa catégorie.
Elle est médaillée d'or aux jeux para-asiatiques de 2022 à Hangzhou au lancer du javelot et médaillée d'argent au lancer du poids. Aux championnats du monde d'athlétisme handisport 2023 de Paris et de 2024 à Kobe, elle remporte le titre de championne du monde au javelot tandis que dans ces deux compétitions, elle remporte aussi la médaille de bronze au lancer du poids.
Aux Jeux paralympiques d'été de 2024 de Paris, elle devient championne paralympique au javelot en battant son propre record du monde (20,72 m établi à Kobe) avec un lancer à 21,12 m le 7 septembre 2024; les athlètes Flora Ugwunwa et Elham Salehi complètent le podium},. Lors de ces jeux, elle obtient aussi une médaille de bronze au lancer du poids,.